# 車 (朝鮮將棋)
車（韓文稱為）是朝鮮將棋的棋子之一。
「車」在沒有其他棋子阻擋的情況下每一步可以沿著直綫橫走或直走任意步，或當身處九宮格內斜線任意步，步數不限，不可拐彎，不可斜走（九宮格內斜線除外）。吃子方式與走法相同，即每一步在其可允許行走的方向上如果有對方的棋子，就可以將它吃掉。在整個棋局中，「車」通常被認爲是進攻力最強的棋子。
「車」的起始位置為雙方底線之最左右兩側。